# Cannes Man
Cannes Man é um filme independente de 1996, estrelado por Seymour Cassel e Francesco Quinn. 

## Sinopse
O produtor de filmes Sy Learner (Seymour Cassel) faz uma aposta com um colega: pode transformar qualquer pessoa numa estrela, usando o Festival de Cannes como cenário. Frank (Francesco Quinn), um taxista de Nova York, é escolhido para o teste, e Sy começa a usar todos seus contatos e conhecimento para colocar Frank no centro das atenções.

## Elenco principal
- Seymour Cassel - Sy Lerner
- Francesco Quinn - Frank "Rhino" Rhinoslavsky
- Rebecca Broussard - Rebecca Lerner
- Johnny Depp - Ele Mesmo
- Treat Williams - Ele Mesmo
- Jim Jarmusch - Ele Mesmo
- Lara Flynn Boyle - Ele Mesmo
- Ann Cusack - Kitty Monaco

## Participações especiais
- Benicio del Toro - Ele Mesmo
- John Malkovich - Ele Mesmo
- Dennis Hopper - Ele Mesmo
- Marc Duret - Ator francês
- Robert Evans - Produtor
- Chris Penn - Ele Mesmo
- Kevin Pollak - Ele Mesmo
- Jon Cryer - Ele Mesmo
- Lloyd Kaufman - Chefe Troma
- Jim Sheridan - Ele Mesmo (não creditado)
- Richard Martini- Diretor (não creditado)
- Bryan Singer - Ele Mesmo
- Harvey Weinstein - Ele Mesmo
- Peter Gallagher - Ele Mesmo
- Frank Whaley - Ele Mesmo

## Locação
O filme foi rodado em Cannes, Alpes-Maritimes, França.

## Recepção crítica
Cannes Man recebeu opiniões mistas dos críticos. O site Rotten Tomatoes deu ao filme uma pontuação de 50% baseada em 6 resenhas. Clint Morris do Moviehole declarou: Richard Martini realmente conhece Hollywood  - se é um fã do jogador, você vai adorar este. Você verá tantas estrelas nessa que você vai para fora da janela de uma nave espacial! para assistir esse filme. Peter Nichols do New York Times o considerou "um dos pequenos tesouros deste ano" quando lançado no mercado de vídeo em 1997.